# Crosbyella spinturnix
Crosbyella spinturnix is een hooiwagen uit de familie Phalangodidae.